# Jocelyne Berthiaume
Pour les articles homonymes, voir Berthiaume.
Jocelyne Berthiaume est une parolière québécoise née à Montréal en 1952.

## Biographie
Jocelyne Berthiaume écrit de nombreux textes à succès pour plusieurs artistes populaires tout au long des années 1970 et 1980, souvent sur des musiques des compositeurs Angelo Finaldi, Yves Martin, Hovaness 'Johnny' Hagopian, Alain Jodoin et Daniel Valois.

### Parolière pourNicole Martin
Elle écrit de nombreux succès pour la chanteuse Nicole Martin entre 1974 et 1979. Parmi ceux-ci, on peut citer trois titres chantés en duo avec Jimmy Bond et parus en 1974 sur l'album Les cœurs n'ont pas de fenêtres : On est fait pour vivre ensemble, Laissez-nous notre rock’n roll et Qu’est-ce qu’on peut y faire ?. Pour Nicole Martin seule, elle écrit Vers minuit en 1976, puis quatre chansons enregistrées en 1977 à Los Angeles, aux célèbres Record Plant Studios et gravées sur l'album Je lui dirai : Rien n’est impossible, Bravo, Maintenant ou jamais et Prends-moi, toutes écrites sur des musiques d'Angelo Finaldi et qui deviennent des classiques du répertoire de Nicole Martin. Encore pour cette dernière, Jocelyne écrit Liberté et Où aller ? en 1979, deux chansons de l'album Laisse-moi partir. Il est à noter que la chanson Rien n'est impossible est reprise en 2003 par la star-académicienne Marie-Élaine Thibert.

### Parolière pour d'autres artistes
Jocelyne Berthiaume écrit aussi pour les artistes suivants : Renée Martel, Michel Louvain, Michel Pilon, Patrick Zabé (Je bois de l’eau dans mon lit d’eau), Michèle Richard, Anne Renée, Jacques Salvail, Jacques Lepage, Richard Adams, Nicole Cloutier et Céline Lomez. Elle écrit de nombreuses chansons pour René Simard entre 1973 et 1980, dont Tic que tic que tac, Fernando, Mets ta main dans la mienne et Souvenirs d’adolescent. Dans les années 1980, la parolière écrit aussi pour la petite sœur de ce dernier, Nathalie Simard (Je n’aurais jamais dû partir en duo avec Paolo Noël). Vers la fin des années 1970, elle travaille aussi auprès des artistes de la vague disco québécoise, dont Georges Thurston dit Boule Noire (Barbados girl, Douce musique, À fleur de peau, Et je), Martin Stevens (J'aime la musique), Patsy Gallant et Nanette Workman ainsi que le groupe Toulouse. Elle écrit pour la formation Beauregard, Violletti & Ste-Claire et au début des années 1980, pour un nouveau venu, le chanteur Peter Pringle (Madame, Ailleurs, Je suis à toi).
Jocelyne Berthiaume signe également des chansons destinées aux enfants, interprétées par Patof, ce fameux clown incarné par le comédien Jacques Desrosiers. Elle collabore notamment aux albums suivants : Patof chante 10 chansons pour tous les enfants du monde et Patofville – Patof chante pour toi.
Depuis le début des années 2000, la parolière travaille auprès du producteur Denis Pantis à la réédition du catalogue de la maison de production "Disques Mérite".